# 郑杰 (企业家)
郑杰（1962年—），汉族，浙江鄞县人，中华人民共和国政治人物、全国人民代表大会安徽地区代表。
毕业于复旦大学产业经济学专业，加入中国共产党。担任安徽移动总经理。2008年起担任全国人大代表。2013年，被选为全国人大代表。